# برنارد باورتون ردوود
برنارد باورتون ردوود (انگلیسی: Bernard Boverton Redwood; ۲۸ نوامبر ۱۸۷۴ – ۲۸ سپتامبر ۱۹۱۱) قایقران موتوری اهل بریتانیا بود.